# Ботев, Александр Петрович
Александр Петрович Ботев (22 февраля 1948 года, Николаевск-на-Амуре, Хабаровский край — 20.09.1992 г., Барнаул) — художник.
Член Союза художников России с 1986 года.
В 1972 году, сразу после окончания Дальневосточного института искусств (г. Владивосток), художник перебрался на Алтай. С 1984 года жил в следующих городах: Барнаул и Камне-на-Оби, совмещая рисование картин с преподаванием, на протяжении 1972—1984 гг., в Новоалтайском государственном художественном училище.
В результате таких многократных поездок по стране художником были созданы целые серии работ: «Люди с Кулундинского канала», «Коллеги», «Всесоюзная ударная Коксохима», «Люди Алтая — БАМа», «По Амуру».
Не последнее место в творчестве художника занимали пейзажи: «Малиновый звон», «Новороссийский порт», «У Обского моря», «Барнаул — город снежный». Многие из картин, сейчас в запасниках Государственного художественного музея Алтайского края.

## Основные работы
- Жаркое лето в «Горячем ключе» (1976 г.)
- Володимирская художница Лена Кувина (1980 г.)
- Портрет молодого человека (1981 г.)
- Портрет старой театралки (1982 г.)
- Портрет художника Миронова (1983 г.)
- Сибирский поэт Вильям Озолин (1985 г.)
- Агрессия (1986 г.)
- Автопортрет в первый день нового года (1987 г.)
- Хэви металл (1987 г.).